# 그대의 초상
《그대의 초상》은 KBS 2TV에서 1986년 2월 15일부터 1986년 8월 3일까지 방영되었던 드라마인데 연속극의 수많은 에피소드를 창출해내기엔 힘살이 강하지 못하여 기대 이하의 성적에 그쳤다.
한편, 이 작품은 자사 수목드라마 이별 그리고 사랑과 등장인물의 성격,배경이 비슷하다는 지적이 있었으며 빛과 그림자의 주요 배우들이 그대로 출연하여 식상함을 더해줬다는 비판을 받아왔다.

## 출연진
- 김미숙 : 배희원
- 차화연 : 배희재
- 양미경 : 배희주
- 노주현 : 김영교
- 서인석 : 송기현
- 홍요섭 : 지섭
- 강석우
- 이순재
- 정영숙 : 여진
- 최명수
- 사미자
- 안영주
- 노영국
- 이한수
- 안문숙 : 미스 김
- 김일란
- 한경선
- 이미경
- 고아라

## 제작진
- 극본 : 조소혜
- 연출 : 김수동
- 기술감독 : 최명호
- 조명감독 : 정철주
- 영상 : 홍종범
- 녹화 : 홍정근
- 음향 : 박광민, 유광연, 이병희
- 영사 : 고윤기
- 조명 : 김장현, 장현기
- 미술감독 : 서상정
- 무대 디자인 : 박영대
- 타이틀 : 김태준
- 소품 : 허표영, 윤재흠
- 의상 : 조만기
- 분장 : 전예출
- 미용 : 김용자
- 주제가 작사 : 조소혜
- 작곡 ㆍ 노래 : 조용필
- 야외촬영 : 김승연
- 조명: 이현우
- 카메라: 이영근, 안기창, 박필우
- 조연출: 이응진

## 이모저모
- 작가 조소혜씨는 <그대의 초상>을 통해 최연소 주말극 집필 기록을 세웠다.[3]
- KBS 아카이브에서는 첫화만 보관되어 있고 나머지 회차들은 유실되었다.